# Фридман, Клара
Клара Фридман (ивр. קלרה פרידמן‎; 13 апреля 1920, Орадя — 14 октября 2015) — израильская шахматистка, международный мастер среди женщин (1966).
Чемпионка Израиля (1961, 1963, 1965).